# 텐 이얼즈
《텐 이얼즈》(영어: 10 Years)는 2011년 공개된 미국의 로맨틱 코미디 영화이다.
대한민국에서는 2018년 3월 15일 《원 나잇 리멤버》라는 제목으로 개봉하였다.

## 출연
- 채닝 테이텀
- 제나 더완
- 저스틴 롱
- 맥스 밍겔라
- 오스카 아이작
- 크리스 프랫
- 아리 그레이너
- 스콧 포터
- 브라이언 게러티
- 오브리 플라자
- 케이트 메라
- 린 콜린스
- 앤서니 매키
- 로자리오 도슨
- 론 리빙스턴
- 에런 유

## 기타 제작진
- 미술: 케라 린드스트럼
- 세트: 빌리 레이
- 의상: 트레이시 지지 필드